# 土岐健治
土岐 健治（とき けんじ、1945年12月1日 - ）は、日本の聖書学者。一橋大学名誉教授。

## 経歴
1945年、愛知県名古屋市生まれ。名古屋高校卒業。東京神学大学卒業。東京大学大学院西洋古典学専門課程博士課程中退。
卒業後は一橋大学助教授。教授に昇進。2009年に一橋大学を定年退任し、名誉教授となった。

## 著作物

### 単著
- 『新約聖書 ギリシア語初歩』（教文館） 1979年3月
- 『イエス時代の言語状況』（教文館、聖書の研究シリーズ） 1979年9月
- 『初期ユダヤ教と聖書』（日本基督教団出版局） 1994年3月
- 『はじめての死海写本』（講談社現代新書） 2003年11月
  - 改題改訂版『死海写本 「最古の聖書」を読む』 (講談社学術文庫） 2015年9月
- 『初期ユダヤ教の実像』（新教出版社） 2005年12月
- 『初期ユダヤ教研究』（新教出版社） 2006年11月
- 『旧約聖書外典偽典概説』（教文館） 2010年2月
- 『ヨナのしるし - 旧約聖書と新約聖書を結ぶもの』（一麦出版社） 2015年3月
- 『七十人訳聖書入門』（教文館） 2015年7月

### 共著
- 『新約聖書 ギリシア語独習』改訂新版 （玉川直重共著、キリスト新聞社） 1999年12月
- 『楽しいラテン語』（井阪民子共著、教文館） 2002年12月
- 『イエスは何語を話したか - 新約時代の言語状況と聖書翻訳についての考察』（村岡崇光共著、教文館） 2016年6月

## 翻訳
- 『旧約外典偽典概説 付・クムラン写本概説』（レオンハルト・ロスト、荒井献共訳、教文館） 1972年
- 『聖書外典偽典』第1 - 7巻（共訳、教文館） 1975年 - 1977年
- 『イエスとパリサイ派』（J・ボウカー、土岐正策共訳、教文館、聖書の研究シリーズ） 1977年7月
- 『サマリヤ人とユダヤ人 サマリヤ人の宗教の起源再考』（R・J・コギンズ、渡辺省三共訳、教文館、聖書の研究シリーズ） 1980年7月
- 『ヨセフス全集 Ⅰ ユダヤ戦記 1』（日本基督教団出版局） 1982年
- 『十字架 - その歴史的探究』（マルティン・ヘンゲル、土岐正策共訳、ヨルダン社） 1983年4月
- 『ヨセフス全集 Ⅱ ユダヤ戦記 2・3』（日本基督教団出版局） 1985年
- 『黙示文学入門』（W・シュミットハルス、教文館、聖書の研究シリーズ） 1986年12月
- 『殉教者行伝』（土岐正策共訳、教文館、キリスト教教父著作集22） 1990年7月
- 『パウロ』（E・P・サンダース、太田修司共訳、教文館、コンパクト評伝シリーズ） 1994年7月
- 『死海写本の謎を解く』 (E・M・クック、太田修司, 湯川郁子共訳、教文館） 1995年9月
- 『クリスマスの起源』（O・クルマン、湯川郁子共訳、教文館） 1996年12月
- 『死海写本とイエス』（K・ベルガ―、教文館） 2000年3月
- 『観想的生活 自由論』（アレクサンドリアのフィロン、教文館、ユダヤ古典叢書） 2004年5月
- 『キリスト教聖書としての七十人訳 その前史と正典としての問題』（M・ヘンゲル、湯川郁子共訳、教文館） 2005年2月
- 『イエスとパウロの間』（M・ヘンゲル、教文館、聖書の研究シリーズ） 2005年8月
- 『アレクサンドリアのフィロン 著作・思想・生涯』（ケネス・シェンク、木村和良共訳、教文館） 2008年3月
- 『イエス研究史料集成』（A・J・レヴァイン, D・C・アリソンJr., J・D・クロッサン、木村和良共訳、教文館） 2009年11月
- 『イエス - その歴史的実像に迫る』（E・P・サンダース、木村和良共訳、教文館） 2011年7月
- 『聖書古代誌 - 偽フィロン』（井坂民子共訳、教文館、ユダヤ古典叢書)  2012年12月
- 『ユダヤ教の福音書 ユダヤ教の枠内のキリストの物語』（D・ボヤーリン、教文館） 2013年12月
- 『西洋古典文学と聖書 歓待と承認』（J・テイラー、教文館） 2014年12月